# بنود استسلام مونتريال

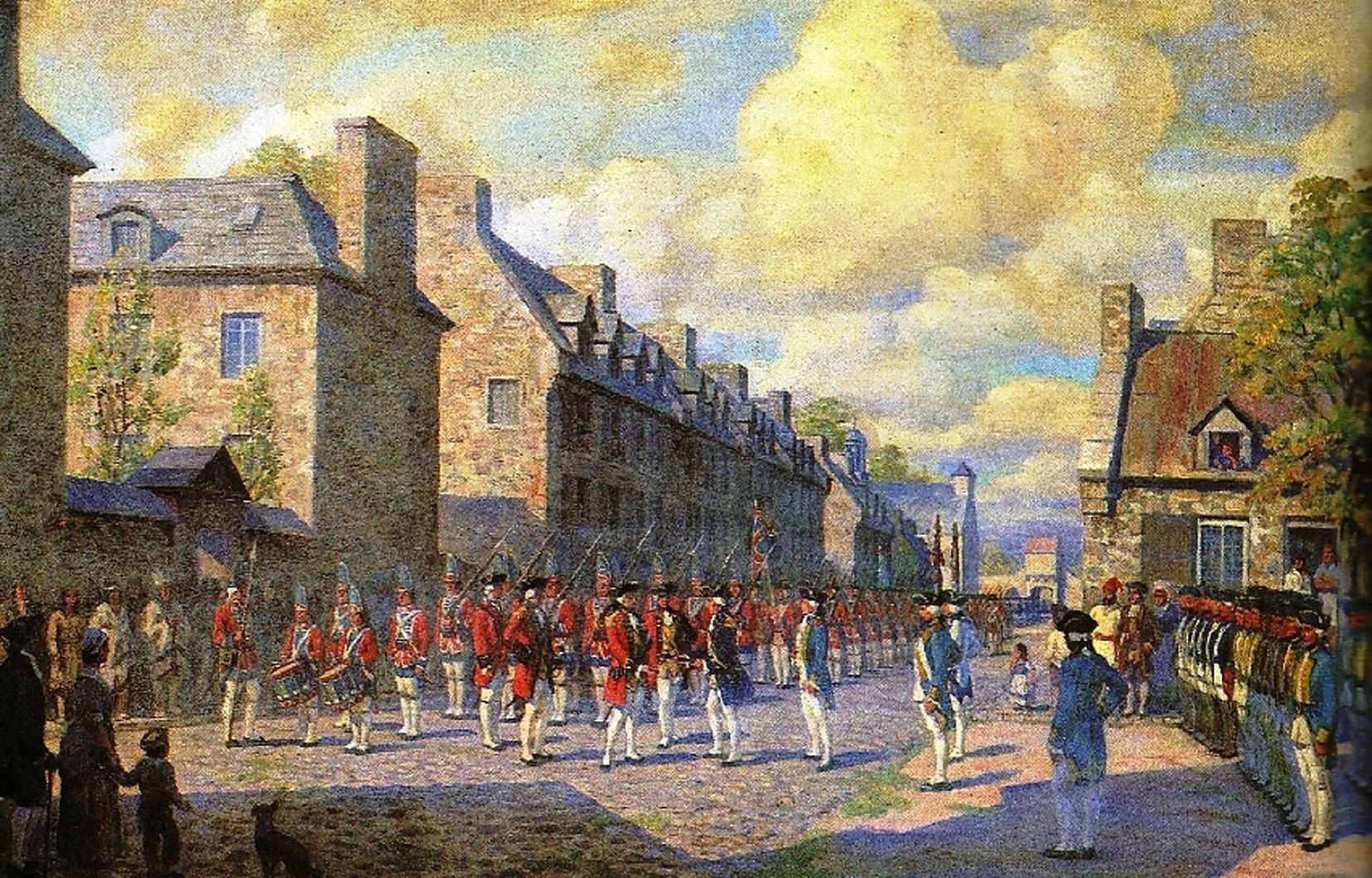

بنود استسلام أو التنازل عن مونتريال هي بنود تم الإتفاق عليها من قبل كل من الحاكم العام لفرنسا الجديدة، بيير فرانسوا دي ريغو ماركيز دي فودروي كافانيال و اللواء جيفري أمهرست نيابة عن التاج الفرنسي والبريطاني.
تم التوقيع على البنود في الثامن من أيلول سبتمبر لعام 1760 في المعسكر البريطاني قبل مدينة مونتريال. كان هناك 55 بندا ينص الحقوق للجميع عدا الأكاديين و احتوت البنود على الكثير من المطالب لحماية سكان فرنسا الجديدة من الفرنسيين الكنديين الأكاديين بالإضافة إلى الغير متمدنين (الهنود الحمر). زيادة على ذلك, طلب دي فودروي بمنح السكان جميع الحقوق الممنوحة للرعاية البريطانيين و التي شملت عفو على رجال الميليشيات الكندية الذين حاربوا مع الفرنسيين, وحرية ممارسة العقيدة الكاثوليكية، واستمرار حقوق وامتيازات رجال الدين والإقطاعيون ؛ إضافة إلى ضمان الحقوق التي تمتعت بها الشعوب الأصلية في ظل النظام الفرنسي.